# GOGO競馬サンデー!
『GOGO競馬サンデー!』（ゴーゴーけいばサンデー!）は、MBSラジオ（旧・毎日放送）が毎週日曜 13:00 - 16:30に放送している中央競馬中継のラジオ番組である。

## 歴史

### 前史
MBSラジオにおける初めての競馬中継は、開局半年後の1952年（昭和27年）5月25日に施行された第19回東京優駿（日本ダービー）で、当時の新日本放送(NJB)アナウンサーだった梅沢二三夫が実況を行った。以降も日本ダービーや桜花賞などビッグレースを単発的に中継。1963年から『日曜競馬中継』（にちようけいばちゅうけい）のタイトルでレギュラー放送を開始した。日本ダービーについては、2019年の時点で、1964年の第31回中継の実況が最も古い記録音源（アーカイブ）としてMBSの局内に保存されている。
なお毎日放送は、1970年代まで日本中央競馬会（JRA。当時はNCK）の業務委託を受けて京都競馬場・阪神競馬場の場内実況も担当していた。1980年までに日本短波放送（現・ラジオNIKKEI）へ一本化されたため、毎日放送は場内実況を降板した。

### レギュラー化
1970年4月に土曜日に限り「MBSジャンボサタデー」の1コーナーとして競馬中継をメインレースに限り放送。そして再度、1971年10月10日から『MBS日曜競馬』（エムビーエスにちようけいば）（13時開始）のタイトルでレギュラー放送を再開した。当初の司会には津川雅彦、片山明彦、ロイ・ジェームス、2代目桂春蝶、初代森乃福郎といったタレント、解説にも浅見国一、武田文吾など調教師や、ケイバブックからも内炭重雄、井尻恵三といった有名トラックマンを起用していた。1979年からは、日本の放送局が制作する競馬中継としては初めて、女性（フリーアナウンサーやタレント）がレギュラーで進行アシスタントを務めている。
なお、厳密には2021年3月28日まで、毎日放送がラジオ・テレビ兼営体制の下で中継の制作と放送を担っていた。毎日放送が新日本放送時代から保有してきたラジオ放送事業とラジオ放送免許が同年4月1日（木曜日）付で「株式会社MBSラジオ」へ移管されたことに伴って、4月4日以降は「株式会社MBSラジオ」が中継・放送業務を引き継いでいる。
2021年10月10日に放送開始から50周年に到達したため、MBSラジオでは、第66回有馬記念の前夜（12月25日の18:00 - 20:00）に『～MBSラジオ 競馬中継50周年特別番組～GOGO競馬フェスティバル』を生放送。放送時点でのレギュラー出演者である来栖正之（毎日放送アナウンサーで司会・実況・プロデューサー・ディレクターを兼務）と奥村麻衣子（アシスタント）の進行で、NHK大阪放送局のアナウンサー時代に競馬実況を経験している草野仁をゲストとしてMBSラジオのスタジオに迎えたほか、往年のレギュラー出演者へのインタビュー音源や実況音源を放送した。

### CRK・OBCとの業務提携
1991年（平成3年）、毎日放送は同じ近畿圏の独立局ラジオ関西（CR→AM KOBE→CRK）と競馬中継番組に限って業務提携を交わした。さらに1994年（平成6年）からは、ラジオ大阪（OBC：旧・大阪放送）の裏番組『OBCドラマティック競馬』についても、JRAとの間の権利関係の調整、および放送実施契約締結を担当することになった。
2013年4月からは、それまで異なっていたタイトルを統一。日曜日は『GOGO競馬サンデー!』、土曜日のCRKでの放送は『GOGO競馬サタデー!』（以下、『サタデー!』と省略）とされた。
タイトルロゴには赤色が使用される。

### MBSラジオの歴代競馬番組タイトル
- （初代）競馬実況中継（けいばじっきょうちゅうけい）　1963年1月 - 1965年3月
- （2代目）MBS日曜競馬（エムビーエスにちようけいば）　1971年10月10日 - 1975年3月
- （3代目）毎日放送日曜競馬（まいにちほうそうにちようけいば）　1975年4月 - 1990年3月
- （4代目）蜂谷薫のサンデー競馬（はちやかおるのサンデーけいば）　1990年4月 - 1996年3月
- （5代目）サンデー競馬中継 みんなの競馬（サンデーけいばちゅうけいみんなのけいば）　1996年4月 - 2013年3月
- （6代目）GOGO競馬サンデー!（ゴーゴーけいばサンデー!）　2013年4月 - [1]

そのほか土曜日は1994年9月まで毎日放送土曜競馬（まいにちほうそうどようけいば）のタイトルで放送を行っていた。1994年10月以降はラジオ関西（AM KOBE→CRK）に移管され、『サタデー競馬』→『パーフェクト競馬』→『サタデー!』となる。

## 主な出演者

### 司会・実況
- 来栖正之[2] - MBSアナウンサー（1989年入社）。スポーツアナウンサーとしては競馬専任で、MBS（ラジオ・テレビ兼営局）の正社員だった2014年から、当番組のプロデューサーやディレクターを兼務。2024年5月31日に正社員としての定年（60歳）を迎えたが、アナウンス職のまま翌6月1日に嘱託扱いの「シニアスタッフ」へ移行したため、当番組では移行後も中継の実況や制作に携わっている。なお、有馬記念については2024年の実況が最後となる[3]。
- 中西則善[2] - フリー（オフィスキイワード所属）。2022年1月16日から進行専任で出演を始めた[注 3]後に、2022年4月17日から実況も担当。
- 中野広大 - MBSアナウンサー（2021年入社）。2022年10月頃から、実況の研修を兼ねて一部の中継に帯同していた。2023年4月9日から実況を担当。2024年6月9日から進行も担当。
- 三宅秀一郎[2]  - フリー（ユウセイプランニング所属）[4]。2017年1月5日に着任。

2016年12月までは、MBSの現職アナウンサーや、同局出身のフリーアナウンサーだけで賄っていた（詳細後述）。

### アシスタント
- 海老澤佳奈[5] - フリー（舞夢プロ所属）、通常は『サタデー!』第3部担当。『サンデー!』は2021年7月11日初登場、『ホリデー!』には不定期出演。
- 奥村麻衣子[5] - フリー（オフィスキイワード所属）、『パーフェクト競馬』からの異動で2009年10月4日着任。
- 久保恵佳[5]- フリー（オフィスキイワード所属）、通常は『サタデー!』第1･2部担当[注 4]、『サンデー!』は2021年8月15日初登場。
- 原山実子[5] - フリー（無所属[6]）、ラジオNIKKEI『レースアナウンサー養成講座』6期修了。2009年10月4日着任。千葉県在住のため、関東GIレース開催時のみ[注 5]、コロナ禍以降は16時台後半にG1レース出走の各ジョッキーへのインタビューリポートで出演し放送席に座ることが無くなっている[注 6]

2021年1月から原山のみが不定期出演の表記となっている。

### 解説者
- 青木行雄 - 競馬ブック栗東本社[7]、メイン解説担当。2005年6月12日着任。BS11『BSイレブン競馬中継』（土曜・京都開催パドック解説）兼務、ラジオNIKKEI『中央競馬実況中継』（第1放送：北海道シリーズコーナーその1）を歴任。
- 安中貴史 - 競馬ブック東京支社。2023年12月24日の有馬記念から、関東GIレース放送時に出演（田村と分担）。ラジオNIKKEI（第1放送・土日とも午前月替わりメイン解説＝6月・12月、午後日替わりパドック解説）兼任。
- 石井健太郎 - 競馬ブック栗東本社。2021年4月11日より西村・丹羽とのローテーションで『一発勝負のコーナー』を担当。なお2023年からCBCラジオ制作版メイン解説兼務のため、中京第三場開催時はMBS制作版に出演しないことがある。
- 佐藤哲三[8][注 7]　- 元JRA騎手。引退後の2015年5月着任。佐賀競馬場公式Youtube『SAGAリベンジャーズ』兼務。
- 田村明宏 - 競馬ブック東京支社。関東GIレース放送時に原山と共に出演。ラジオNIKKEI（第1放送・土日とも午前月替わりメイン解説＝4月・10月、午後日替わりパドック解説）兼任。
- 西村敬 - 競馬ブック栗東本社[7]、『一発勝負』を担当。2021年3月28日まで毎週出演、4月以降KBS京都『うまDOKI』実況席・パドック解説兼任のため石井・丹羽とのローテーション体制に変更。
- 丹羽崇彰 - 競馬ブック栗東本社。2021年4月4日より西村・石井とのローテーションで『一発勝負』を担当。ラジオNIKKEI（第2放送：土曜午後除くメイン解説・土曜午後パドック解説、第1放送：北海道シリーズコーナーその1）兼務。
- 広瀬健太 - 競馬ブック栗東本社。2023年4月2日より西村・石井・丹羽とのローテーションで『一発勝負』を担当。ラジオNIKKEI（第2放送：土曜午後除くメイン解説、土曜午後パドック解説）兼務。

### 過去のアナウンサー
- 梅沢二三男 - 1951年（昭和26年）旧新日本放送開局と同時に入社。1952年5月25日の第19回日本ダービーで、新日本放送（NJB）初の国営競馬実況を担当。
- 大八木友之 - 1997年（平成9年）入社。2009年4月改編で『VOICE』第2代キャスターへ転出のため本番組から離脱。その後報道局へ異動、2017年から2021年までJNNパリ支局長を歴任。2023年7月1日付で毎日放送報道情報局解説委員（国政担当、東京支社常駐）。
- 金指誠 - 1982年（昭和57年）入社。2000年の人事異動でアナウンス業務を離れた後に、ディレクターを経て、2018年10月31日付で定年に到達。
- 河本光正[2] - 2007年（平成19年）入社。同年12月から当番組に出演を開始。2022年5月8日で、競馬中継の担当を離れた[9]。所属部署（毎日放送総合編成局アナウンスセンター）内の担務異動によるものだが、異動後も同局のアナウンサーとして、当番組内の定時ニュースを担当することが多い。
- 仙田和吉[2] - 2001年（平成13年）4月にRFラジオ日本から移籍。移籍前から競馬と野球、移籍後はラグビーの実況も担当していた。2021年3月31日付で早期退職のため、同月28日限りで本番組から離脱。
- 高木良三 - 1954年（昭和29年）入社。1959年の京都大障害から競馬実況を始めると、1963年のレギュラー放送開始と同時に、実況を正式に担当した。1990年に定年で退職したが、2021年末の時点でも健在。前述した50周年特別番組では、来栖からの電話インタビューに応じた際の収録音源や、津川が総合司会を務めていた時期の実況音源が流された。
- 蜂谷薫 - 1969年（昭和44年）入社。『蜂谷薫のサンデー競馬』時代には司会を兼務していた。2005年の定年退職後も、フリーアナウンサーとして2007年まで競馬実況に従事。50周年特別番組にも電話で出演した。2022年の『年末スペシャル』で15年ぶりに実況を担当。2023年1月22日・2月5日・2月19日は小倉競馬場に派遣され小倉メイン11Rを担当した。
- 平松邦夫 - 1971年（昭和46年）入社。1980年に『MBSナウ』（MBSテレビが日曜以外の夕方に放送していたローカルニュース番組）木・金曜日のキャスターへ専念するため番組を降板。アナウンス職からの異動などを経て、退社後の2007年から大阪市長を1期（4年）務めた。
- 美藤啓文[2] - 1980年（昭和55年）入社。競馬に加えて、野球やゴルフなど、他のスポーツ中継の実況も担当していた。2016年9月30日付で定年に達した後も、「シニアスタッフ」（放送上の名義は「MBSアナウンサー」）として競馬中継での実況を続けていたが、2018年秋頃からは主に『サタデー!』へ出演していた。『サンデー!』内での最後の実況は2020年2月2日の小倉11R周防灘特別で、2021年9月30日付で雇用契約満了のため、『サタデー!』含めMBSの競馬中継から離脱した。

### 過去のアシスタント
- 小山浩子 - フリー（オフィスキイワード所属）、2004年4月『パーフェクト競馬』から異動。奥村と交代のため2009年9月27日放送限りで退任。
- 佐々木香苗 - 『サタデー競馬』と兼務。1999年4月11日放送限りで退任。
- 矢作麗 - フリー（パートナーズプロ所属）。JRA調教師矢作芳人の次女。2013年から『サタデー!』を中心に出演。同じくJRA調教師の田中克典と結婚し家庭に専念するため、2020年12月26日の『サタデー!』をもって退任。

### 過去の解説者
- 川田英太（かわだ・ひでた） - BSイレブン競馬中継（土曜・阪神開催パドック解説）と兼任。2012年12月限りで競馬ブックを退職のため、当番組からも退任。
- 坂本日出男 - 元競馬ブック本社編集局長。
- 中西勉 - ラジオたんぱ（現・ラジオNIKKEI）『中央競馬実況中継』（第2放送・土曜）と兼任。2005年5月11日死去。
- 山田一雄 - 元競馬ブック本社の重鎮として番組では『御大』の通称で親しまれていた。2005年に勇退、2016年1月28日死去。
- 吉岡哲哉 - 競馬ブック東京支社東日本主場本紙予想担当。関東独立テレビ局『中央競馬ワイド中継』→BSイレブン（日曜・東日本主場パドック解説）と兼任。田村の前任として関東GIレース放送時に原山と共に出演。

## 「GOGO競馬サンデー!」のコーナー
「ドリームウィーク」（聴取率調査週間）期間中の特別企画開催時などは各コーナーの時間が短縮される場合があり、その場合「WIN5情報」を13時台に前倒しまたは休止する措置を取る。
ローカルパート13～14時台のコーナー
- ○○の一発勝負!

石井健太郎・西村敬・丹羽崇彰・広瀬健太各トラックマンがローテーションで当日午後のレースの1つを選び5000円分(GI開催時はGIの指定されたレース固定で10000円分)の馬券を購入しプレゼントする。ただし、ドリームウィーク（聴取率調査）期間中の放送回では『総力結集』の自身担当分とは違うレースを1つ選び1万円分の勝馬投票券をプレゼントする。また、MBSラジオ単独での『ホリデー!』放送時は当日午後のレースの1つを選びワイド1点6000円の馬券を購入しプレゼントする『ワイドなホリデー』にコーナータイトルと馬券チャレンジの内容が変更されて行われる。
コーナー開始時に奥村が「○○の（○○には当日担当の名前が入る、石井の場合は「石井健太郎」）」の後に当日出演のトラックマンが「一発勝負!」とコールする。
丹羽・広瀬は2024年から裏番組のラジオNIKKEI第2放送『中央競馬実況中継』で正面解説を務めることがあり、その場合は西村が代役を務めることが多くなっている。また丹羽は6月から9月までの北海道開催期間中は現地出張が基本となり別途電話出演するため、石井は3月と12月の中京第三場開催期間中は2023年から『CBCラジオ制作GOGO競馬サンデー』メイン解説で中京競馬場に出張のため、このコーナーは担当しない。
- これまでのレース結果

放送当日のメインで放送されている競馬場の午前のレース(1レース～6または7レース)の結果と払い戻しをアシスタントが、他場のレースの1着の馬と騎手を当日担当の司会が伝えるコーナー。
- WIN5情報

メイン解説担当の青木が当日のWIN5を予想するコーナー。RFラジオ日本『競馬実況中継』の「WIN5この馬を狙え」（日曜および3日間開催3日目の1部後半）に相当する。なお、後述の「総力結集！馬券プレゼント大作戦！」がある日は時間の都合で休止となる。
- ○○のメイン(GI)展望

『一発勝負』を担当する4人がローテーションで当日のメイン(GI)レースを予想するコーナー。ただし、13時台～14時台前半で実況するレースを『一発勝負』の対象にしていた場合は本コーナーで結果と当選者の発表を行う。
- 佐藤哲三のオレのメイン(GI)予想

佐藤哲三が当日のメイン(GI)レースを予想するコーナー。
コーナー開始時に当日担当の司会（関東GI開催時に東主場に乗り込んだ場合は実況担当のアナウンサー）が「佐藤哲三の」とコールし、続けて佐藤が主場（関東GI開催時の東主場を含む）放送席にいる場合は自ら、電話出演などの場合は司会が「オレのメイン(GI)予想」とコールする。
佐藤が放送席にいない日はこのコーナーのみの出演となる場合がある。
ネット局パート(15時台)のコーナー
- 佐藤哲三の○○パドックハンティング

佐藤が現地での出演時にパドック放送席で当日メイン(GI)レースのイチオシ推奨馬を予想するコーナー(○○にはレース名が入る)
- 青木行雄のメインGO!GO!

青木がこの日の指定されたメインレースを予想するコーナー。対象レースが重賞である場合は単勝1点5000円（日本ダービーや有馬記念など旧八大競走ないしクラシックGIやGIレースとドリームウィーク（聴取率調査）期間中の放送回が重なった場合は10000円になる場合がある）・複勝1点5000円の10000円、GIレース時またはドリームウィーク（聴取率調査）期間中の放送回ではさらに複勝1点追加の15000円（最大で20000円）の勝負とする。事前にハガキで応募したリスナーの中から抽選で1人に払戻金の現金（外れた場合はクオカード）を贈呈。また、単勝または複勝で選んだ馬が出走取消・競走除外などで返還馬券になった場合はその分の購入資金は翌週に繰り越しとなる。
ローカルパート16時台のコーナー
- メインレース振り返り
当日のメイン(GI)レースを青木、ないしはローテーション体制のトラックマンと振り返りをしたり、実況再生で振り返るコーナー。なお、レース実況部分はメイン以外(ネット局パート限定)も含めてPodcastでも試聴が可能である。
14時台後半以降で実況するレース(GIの指定されたレースを含める)を対象にしていた『一発勝負!』の結果と当日応募の当選者もここで発表される。
- 応募は基本葉書のみ(プレゼントは木曜日、メインGO!GO!は金曜日当日消印有効)だが、ローカルパートの一発勝負!のみスマホまたはホームページの応募フォームから応募可能(当日中のみでキーワードが必要)

以下期間限定等のコーナー・特別企画
- 夏季限定 小倉最終レースみんなでドン→夏季限定 ○○最終レースみんなでドン（2024年度のみ中京が加わったことにより○○に中継している競馬場の名称が入る。）
青木と当日担当の司会・アシスタントが小倉の最終12レースの1着を予想し4000円分の勝馬投票券(青木は単勝1点または2点1000円ずつの2000円、司会・アシスタントは単勝1点1000円ずつで他の人が選んだ同じ馬でも可。)を購入しプレゼントする夏の小倉競馬限定のローカルパート16時台のコーナー。
2024年の場合は、阪神競馬場のスタンドリフレッシュ工事による日程の変更に伴い、中京競馬場の最終12レースでも行われるようになった。(初回は2024年8月11日放送回から)好評だったため2025年でも中京も夏の開催期間中の全日程で行う予定だったが7月26日から8月17日まで実施される暑熱対策の一環でその期間中の最終レースが夜になるため中京開催の最終週とその前週の2回での実施を行う予定。
1着の馬が的中した場合のみこのコーナーの応募が可能になるが応募には1着になった馬の名前が必要になる。(的中した場合のみ応募方法を告知し、応募は木曜日当日消印有効)
- 総力結集!馬券プレゼント大作戦!
年2回、6月と12月のドリームウィーク（聴取率調査）期間中に行われる特別企画。『一発勝負』『メインGOGO』とは別に、番組で放送する2～3場全9～10個レースで総額10万円の中で1レースにつき全トラックマン(電話出演等を含む)・全実況と司会・アシスタント・当日にゲスト出演する人の中から一人で予想(当日に出演する人の人数によっては2回予想する人もいる)し10000円分(場合によっては15000円分)の勝ち馬投票券を購入しプレゼント。ローカルパートでは全レース、ネット局パートでは一部の第10レースと他場のメイン(2024年6月開催分まではすべてのメインレース)が対象となる。
2024年12月開催分からは放送している競馬場でのメインまたはGIの馬券チャレンジ(2024年12月開催分では京都メインのGI朝日杯フューチュリティステークス、2025年6月開催分では阪神メインのGI宝塚記念など)のみリスナー代表1～2人の予想を採り上げて馬券を買い、的中馬券の払戻金（外れた場合は番組オリジナルノベルティのキャップ (帽子) ）をそのリスナーにプレゼントする（ローカルパート限定でスマホまたはホームページの当日出現する応募フォームから応募しつつ電話出演が可能なリスナーが対象、2024年12月開催分では応募締切時刻までの間は一発勝負!への応募は不可となっていたが2025年6月開催分からは専用の応募フォームからの応募になった。）。
2021年12月までは『青木の一世一代10万円大勝負』と題して青木一人で放送時間中に発走する3場全10個レースを予想、1レースにつき1万円、総額10万円分の馬券を購入しプレゼントしていた。2022年6月は『10万円大勝負』と青木以外のメンバーによる『ヤケクソスペシャルみんなで馬券勝負』が行われ、同年12月から現在の形になった。
なお、6月開催分では丹羽、12月開催分では石井が他場へ出張のため不在となるが、2024年6月までは不在者も全員電話出演での参加を義務付けられていた。また、丹羽と広瀬はこの企画が行われる日のラジオNIKKEI第2には出演しないように配慮され、ラジオNIKKEIには競馬ブック本社所属のトラックマンのうちMBSに出演しない者または研究ニュース関西所属のTMが出演する。

## ネット局
全て日曜の放送。放送時間の早い順から記載。
| 放送対象地域   | 放送局名                 | 放送時間      | 備考                                                                       |
| -------------- | ------------------------ | ------------- | -------------------------------------------------------------------------- |
| 近畿広域圏     | MBSラジオ                | 13:00 - 16:30 | 制作局                                                                     |
| 中京広域圏     | CBCラジオ                | 15:00 - 16:00 |                                                                            |
| 広島県         | 中国放送（RCC）          | 15:00 - 16:00 |                                                                            |
| 島根県・鳥取県 | 山陰放送（BSS）          | 15:00 - 16:00 |                                                                            |
| 山口県         | 山口放送（KRY）          | 15:00 - 16:00 |                                                                            |
| 香川県         | 西日本放送（RNCラジオ）  | 15:00 - 16:00 |                                                                            |
| 福岡県         | RKB毎日放送（RKBラジオ） | 15:00 - 16:00 | 2019年から2023年まで 1月 - 3月・10月 - 12月に放送 2024年から年間通じて放送 |
| 宮崎県         | 宮崎放送（MRT）          | 15:00 - 16:00 | 2016年1月10日に放送開始。                                                  |
| 熊本県         | 熊本放送（RKK）          | 15:25 - 15:55 | GIレース開催日のみ放送。                                                   |

レース実況のみネットする放送局
- STVラジオ（『草野あずみのハッピー競馬』内中央競馬実況中継） - 西日本主場第11レース、一部GIなどニッポン放送が自社制作する時はネットしない場合がある
- IBC岩手放送（『のりこの週刊おばさん白書』内包） - 西日本主場または中京競馬場で行われるGIレースのみ、ニッポン放送が自社制作する場合はネット無し
- ニッポン放送（LF、『日曜競馬ニッポン』→『日曜のへそ第2部』内包） - 西日本主場第11レース、一部GIレースを自社制作する場合はネット無し
- ラジオ日本（RF、『日曜競馬実況中継』） - 西日本主場第12レース、GI開催週など自社制作する場合はネット無し（後述）

過去の定期ネット局
- 九州朝日放送（KBCラジオ） - 1980年（昭和55年）10月4日から2018年（平成30年）12月23日まで放送。それ以前は朝日放送（ABCラジオ、『ABC中央競馬中継』）からネットを受けていた。終了直前は『サンデーおすぎ』に内包、15:00 - 16:00[注 10]
- ラブエフエム国際放送（LOVE FM） - 2019年から2023年まで、プロ野球シーズン中のRKB毎日放送がプロ野球中継（『エキサイトホークス』）を最優先にするため同局に代わってネット受け[注 8]。RKBラジオが通年ネット受けを行うため、2023会計年度限り（実際のネット受けは10月22日が最後）で撤退した。

過去に単発でレース実況をネット受けした局
- 大分放送（OBSラジオ） - 2020年10月25日のGI菊花賞、11月29日のジャパンカップ当日に特別番組を組み、その中で当該レースを放送した。

特記事項

MBSラジオから各ネット局へのネット回線は2018年12月までのKBCラジオを除き原則JRNを使用する。ただし、NRN単独加盟のニッポン放送とSTVラジオへは個別NRN扱いで、IBC岩手放送へはニッポン放送経由のNRN回線網で届ける。このため、同時間帯にTBSラジオ発で全国ネット放送されている『爆笑問題の日曜サンデー』は、全国ネットパートを15時までで打ち切る。
- CBCラジオは中京競馬場の第3場開催を行う週は原則として自社制作で独自の内容に差し替える（『CBCラジオ制作GOGO競馬サンデー』）[注 12][注 13]が、RKBラジオは小倉競馬場の第3場開催を行う週も自社制作せずMBSからネットを受け、実況も同局アナウンサー1名が現地に出張して行う[注 14][注 15]。また随時地元勢のプロ野球中継（『ドラゴンズサンデー』や阪神タイガースが進出時のクライマックスシリーズで日曜日デーゲームが発生する場合の『MBSベースボールパーク』など）[注 16]・Jリーグ中継を放送する都合で短縮する日がある他、RCCラジオはプロ野球（『Veryカープ!RCCカープデーゲーム中継』。年度によりサッカーJリーグ・サンフレッチェ広島戦を単発で放送する場合あり）または『ラジオ・チャリティー・ミュージックソン』と重なった場合競馬の放送を行わない[注 17][注 18]。

- 関西GIレース開催週のニッポン放送、ラジオ日本は関西へスタッフを派遣して自社制作するため、MBSラジオからのネットは原則行わない。2019年度以降、両局ともに疫病による緊急事態宣言や天災による長距離交通機関の乱れなどで乗り込みを断念するケースが見られるようになり、その場合はパドック解説者のみ現地からの電話出演となる。
  - 2020年の桜花賞、天皇賞・春、宝塚記念は新型コロナウイルスの感染拡大に伴う緊急事態宣言の影響で東西間の人馬の移動が制限された関係で両局共に実況アナウンサーを派遣できず、MBSは実況をラジオ日本へネットし、ニッポン放送向けに裏送りを制作した[14]。
  - なお、ニッポン放送が特別番組扱いで放送する東西金杯とホープフルステークスの開催日は、2020年まで西日本主場メインレースをニッポン放送にネットし、ラジオ日本向けにはMBSから裏送りしていたが、2021年からは日曜開催であれば通常通りニッポン放送にネット[注 19]、日曜以外の日に開催される時は西日本主場11Rをニッポン放送とラジオ日本に同時ネット、12Rをラジオ日本のみにネットする。
ちなみに2020年までは両レースが土曜日に行われる場合、『サタデー!』の通常体制となり、関西地区でMBSラジオから送出される場合もメインレース・最終レースともにラジオ日本向けが本線ネット、ニッポン放送向けが裏送りとなっていた。
- 2020年から、小倉第三場開催で行われる重賞の小倉大賞典は、ニッポン放送が放送しないことを条件にラジオ日本へネットする（後述）。

他場のレース中継について
- 東日本主場（東京・中山および福島・新潟の夏季開催）のレースは、メインレースを含むWIN5発売対象レースおよび最終レースがMBSでの放送対象となる。クラシック・旧八大競走を含むGI級競走が開催される週は乗り込み自社制作を行い、メインレースがGII以下の週は基本ニッポン放送からネット受けする（ニッポン放送が最終レース等中継時間外などの理由で自社で放送しない場合は裏送りを行うが、6月の東京・夏季福島・新潟開催時は発走が16:30になり中継出来ない）。
- 『ホリデー!』放送日の東日本主場のレースは、ラジオ日本からネットを受ける。
  - ただし、東日本主場のメインレースがGIIでも弥生賞ディープインパクト記念などクラシック競走のトライアルやその他GIへ向けた重要なステップレースである場合には、ニッポン放送の技術協力を受けて自社制作することがある。直近では2025年3月9日の弥生賞ディープインパクト記念でコロナ前以来6年ぶりに乗り込み自社制作が行われた。

- 第三場開催については、WIN5発売対象レースを、STVラジオ（『中央競馬実況中継』）、ラジオ福島（rfc、『福島競馬実況中継』）、新潟放送（『BSNラジオ競馬中継』）のいずれかから実況のみネットを受ける。
  - 事情は不明だが、2023年4月30日分の新潟メインはBSNからのネット受けではなく、MBS自社でモニター実況（来栖が担当）により放送された。
- 2024年は、夏季に西日本主場の開催が無く、東日本主場が暑熱対策のため12 - 14時台にレースを行わない場合、MBSは第三場である札幌競馬場へアナウンサーを派遣したうえで12時台以降のレースの自社制作を行い、その実況をメインレースが重賞であってもラジオ日本へネットした（自社での放送のない12時台のレースはラジオ日本への裏送りとなる）。このとき、ニッポン放送は通常通りSTVラジオからネット受けした。

## イレギュラー放送
『MBS日曜競馬』のレギュラー放送が再開された1971年以降、MBSラジオ日曜日午後のスポーツ放送は競馬が最優先となった。ただし、プロ野球阪神タイガースがクライマックスシリーズに進出し、その試合が日曜日にデーゲームで行われる時、ひろしま男子駅伝が行われる時は2025年現在でも放送開始・終了時刻の変更などが発生する。なお過去にはMBSラジオで放送されていたセンバツ、全国高校ラグビー大会や阪神タイガースが出場する日本シリーズとの重複でCRKで放送したこともあった。

### 選抜高校野球大会
毎年3月下旬から4月上旬にかけて行われる選抜高等学校野球大会では、2008年（平成20年）まで全試合のラジオ中継が行われていた。2000年代には日曜日午後に高校野球の試合が行われる場合、競馬中継はラジオ関西へ振り替えられ、ラジオ関西の裏番組『王様ラジオキッズ』が休止になることがあった。
その後も2016年まで準決勝と決勝、2017年以降は決勝戦のラジオ中継が行われており、日曜日に決勝戦（12時台に開始）が行われる場合、本番組は高校野球の試合終了後に開始となる。

### 全国高校ラグビー大会
2007年以前は新年の中央競馬開幕となる1月5日が全国高校ラグビー大会の準決勝と重なっており、MBSラジオでは放送できなかった。1992年から2007年まではラジオ関西で『（中央）パーフェクト競馬新春スペシャル』として放送していた。同年12月に開幕した第87回大会からラジオでのラグビー放送が一旦全廃となり、MBSラジオで『新春スペシャルみんなの競馬』を放送するようになった。
ラジオでの高校ラグビー放送が決勝のみ再開された2021年はCRKで『GOGO競馬金杯スペシャル』と題して『ホリデー!』の時間枠で放送された。
2022年・2023年はラジオでの決勝戦の中継を見送ったが、前年同様にCRKで『金杯スペシャル』が放送された。

### 阪神が出場するクライマックスシリーズ
- 2013年10月13日はプロ野球クライマックスシリーズ・セファーストステージ第2戦（試合開始14:00、対広島戦、阪神甲子園球場）のためMBSではGI秋華賞の実況を差し込んだ後18:00から『GOGO競馬サンデー!番外編』として生放送する予定だったが、試合が長引いたため18:20から19:00までの40分間の放送となった。ネット局向けには15:00から16:00まで通常通り製作し裏送り。ニッポン放送は野球・競馬の両方に、ラジオ日本は競馬のみスタッフを派遣して自社制作した。

- 2014年10月12日、2015年10月11日、2019年10月6日、2021年11月7日、2022年10月9日も同様にクライマックス・セファーストステージ第2戦と重なり放送時間を13:55または13:59までに短縮したが、2013年とは異なり『番外編』の放送はなかった。GI開催日ではないため、当日の京都競馬[注 22]の放送はなかった。ネット局は通常通り15:00〜16:00に裏送りで放送。

- 2017年10月15日と2024年10月13日も同様にクライマックス・セファーストステージ第2戦と重なり放送時間を短縮したが、GIの秋華賞開催日のため、秋華賞に限りプロ野球放送を中断し、実況中継した。ネット局は通常通り15:00〜16:00に裏送りで放送。

- 2019年10月13日はクライマックス・セファイナルステージ第4戦（試合開始14:00、対巨人戦、東京ドーム）中継のためMBSでは13:00から14:00まで放送した後中断、秋華賞の実況を差し込む一方、15:00から16:00まではネット局向けに製作し裏送り放送する予定であった。しかし、前日に試合が行われる関東地方に令和元年東日本台風（台風19号）が上陸、交通機関の影響を考慮し試合開始時刻が15:30に変更になったため、中断せずに通常通り放送を続け、MBSラジオのみ15:25に提供読みなしで飛び降り終了した。各ネット局は16:00まで放送、またニッポン放送にも秋華賞の実況をネットした。なおラジオ日本は金曜日の夜にスタッフを出張させることができたため、土曜日から全レース自社制作で放送した。

- 阪神がセ・リーグを優勝した2023年は、10月15日のファーストステージ第2戦を放送せず、ファイナルステージも第1戦からの3連勝で阪神の突破が決まって翌週22日に予定されていた第5戦が行われないことが決定したため、両日とも通常通り競馬中継を放送した。なお同年の日本シリーズは全試合ナイターで行われたため、影響はなかった。

### 新型コロナウイルスへの対応
- 2020年4月19日から6月28日放送分まで新型コロナウイルス感染対策のため、前日の『サタデー!』を担当したアナウンサーは担当しないことになり、司会1名、実況1名[注 23]の体制になっていた。またこの間に関東主場で行われたGIレース（皐月賞、NHKマイルカップ、ヴィクトリアマイル、オークス、日本ダービー、安田記念）はニッポン放送からネットを受けた。

- 同年10月4日のGIスプリンターズステークスはニッポン放送からネットを受けた。

- 2021年の関東地区で行われたGIのうちは上半期は（フェブラリーステークスから安田記念）は皐月賞を除き、下半期はスプリンターズステークスについては、ニッポン放送からネットを受けた。その後10月31日の天皇賞・秋から関東へのアナウンサー派遣を再開した。

- 同年5月2日の天皇賞・春は新型コロナウイルス第3次緊急事態宣言のため、ニッポン放送に加えてラジオ日本にもネットされた[注 24]。

- 同年1月17日から2月7日まで、5月9日から6月20日まで、及び2022年1月23日から3月21日までは新型コロナウイルス感染症の緊急事態宣言およびまん延防止等重点措置の対象地域に愛知県が加わった事[注 25]に伴い放送体制を変更、MBSからアナウンサー2名[注 26]およびケイバブック解説者が中京競馬場[注 27][注 28]、番組進行と奥村がMBSラジオのスタジオと競馬場を結んで放送、8月15日から10月3日までの間も同じ体制をとっていた。さらに9月20日の『ホリデー!』（MBSラジオで放送）も同様だったが実況アナウンサーは1人で担当した。

- 『ダイソースペシャル 原晋のふるさとおしゃべり駅伝』放送[注 29]のため番組開始が2021年1月24日は14:00に、2022年1月23日は15:15に変更。

- 前述の通り、2020年から24年までは東日本主場のメインがG2の場合、クラシックトライアルや古馬GIのステップレースであっても乗り込み自社制作を行わず、ニッポン放送からネットを受けた。

### 変則開催に伴う対応
- 2020年7月26日から8月9日まで（当初の東京オリンピック開催予定期間）、2021年7月25日から8月8日まで（延期された東京オリンピック開催期間中）の各3週は、変則開催のため西日本主場開催が最初から予定されていなかったため、アナウンサー2名[注 30][注 31]を新潟競馬場に派遣。進行担当のアナウンサー1名と奥村、および解説者が大阪のMBS本社スタジオから出演、新潟競馬場と結んで13時以降の新潟全レース[注 32]の実況を放送した。

- 2022年から2024年まで、7月最終週と8月第1週は、暑熱対策のため西日本主場開催が最初から設定されなくなったが、『サンデー!』は通常通り13:00からの放送、アナウンサー2名[注 30][注 31]を新潟競馬場に派遣。進行担当のアナウンサー1名と奥村、および解説者が大阪のMBS本社スタジオから出演し、新潟競馬場と結んで13時以降の新潟全レース[注 32]の実況を放送した。2024年は暑熱対策の一環で夏の新潟開催でも薄暮開催（競走時間帯の拡大）が実施され、11時台後半から15時過ぎの約3時間半程レースが休止となる為、アナウンサーは札幌競馬場に派遣して、放送時間内に行われる札幌競馬の全レースと、新潟競馬のメインレース（第7レース）を含む第6レース（15:10発走）から第8レース（16:20発走）を放送した。

- 2025年は、西日本主場開催が最初から設定されたため、中京競馬が行われるが、7月26日から8月17日まで実施される暑熱対策の一環で、番組開始前の11時台後半からネット局の放送開始となる15時過ぎまでの約3時間半程レースが休止となる為、ローカルパートにあたる13～14時台は、札幌競馬のレースを放送。なお、札幌競馬のレースについては、STVラジオによる実況で、裏送りの形で放送した。期間中の中京のレースは、第6レースから第8レースまで（第5レースまでと第9レース以降は放送時間外）の放送をネット局パートにあたる15時台とローカルパートにあたる16時台で実施した。この期間、当番組の放送は、進行担当のアナウンサー1名と奥村、および解説者が大阪のMBS本社スタジオから出演する形式をとった。

### その他のイレギュラー

#### RFラジオ日本へのネットに関するイレギュラー
- 通常、ラジオ日本で放送される東主場のレースが中止になった場合、ラジオ日本はMBSから西主場のレース実況をネットする（メインレースを除く。2014年以前は日曜競馬ニッポンの放送時間中に行われるレースも除く）。なお13:00以前に発走するレースについてはOBCの実況をネットせず、かつMBS自社でも放送しないため、裏送りとなる。

- 日本ダービー当日は発走時間に変更があり、西主場の第12レースは例年16:40発走で、MBSでは放送時間外となるため、ラジオ日本へ裏送りを行う。またメインレースが第10レースに組まれるため、2022年から西主場の第11レースもラジオ日本へネットする。

- 同様に、ジャパンカップ当日は西主場メインレースの京阪杯が第12レースに組まれるが、この日のラジオ日本へは通常通りのネット体制とする。

- 2020年1月6日はMBS・CRK共に放送がなかったが、京都11・12レースの実況はMBSが制作し、ラジオ日本に裏送りした。

- 同年2月23日、2021年2月21日の小倉大賞典はラジオ日本にネットされた。同日はニッポン放送が聴取率調査期間で中継前の通常番組『日曜のへそ』の放送枠拡大をし、番組内でフェブラリーステークスのみの中継となったため。

#### 出演者に関するイレギュラー
- 2022年7月17日と24日の進行・実況は全て中西と三宅のフリーアナウンサーのみで行い、来栖は出演しなかった（前日の『サタデー！』も同様の対応、8月7日の出演時に体調不良だったと発言）。

- 同年12月25日は有馬記念が行われた中山競馬場からメイン進行（来栖・奥村が出張）し阪神競馬場には実況・進行アナウンサーと競馬ブック解説者が出演（アシスタントなし）して放送、原山は有馬記念終了後のジョッキーインタビューを担当。

- 同年12月28日（水曜日）の『年末スペシャル』は三宅が中山競馬場に派遣、また中西は当時レギュラー出演していた裏番組のラジオ大阪『Hit&Hit!』を優先したため、来栖が進行・実況アナウンサーを兼任した。また阪神第8Rと第11Rは蜂谷薫が15年ぶりに実況を担当した。

## 「GOGO競馬ホリデー!」の放送
『サタデー!』と、3日間開催の1日目が金曜日と3日目が月曜日の場合に放送される『ホリデー!』はラジオ関西がMBSに制作委託を依頼して放送しているが、ナイターオフシーズン（特に成人の日）の『ホリデー!』はCRKではなくMBSラジオ自社で放送される場合がある。
「サンデー!」に準じた製作を行っているが、MBSラジオ単独での放送で15時から行われている各ネット局での放送は行われない。2021年1月までは「GOGO競馬サンデー!」では流れない、番組開始時の「Thank you! Happy today!～MBSラジオのうた～」のサビをアカペラで歌った音源も流れた。なお、2019年から2021年まではレギュラー番組である「松井愛のすこ〜し愛して♥」は放送時間を20分延長、「こんちわコンちゃんお昼ですょ!」は休止、「上泉雄一のええなぁ!」は放送時間を短縮、2022年、2023年の成人の日は12:00番組開始になった「こんちわコンちゃんお昼ですょ!」特別編放送が13:00まで、16:30からは特別番組、2022年3月21日は特別番組が前後の番組として放送される。
この他、新年最初の中央競馬（メインは京都金杯）が行われる1月5日は2008年から（前述）、年末最後の中央競馬開催となる12月28日（メインはGIホープフルステークス）は2017年から、日曜以外でも『GOGO競馬新春スペシャル』『年末スペシャル』と題してMBSで放送、こちらは15時台に一部の局がネットを受ける。なおこの日が土曜日の場合は、ラジオ関西の『サタデー!』は休止となる（2019年が該当）。また新春・年末スペシャルは、土曜日であっても『ホリデー!』と同じくブックから解説者が派遣され、『サンデー!』に準じた内容となる。特に年末スペシャルは、ホープフルステークスがGIであることから実況アナウンサー1名を中山競馬場に派遣し、ブック東京の解説者と原山（コメンテーター佐藤哲三が派遣される場合は出演しない）も出演する。なお、土曜日に該当する2024年は通常通りラジオ関西で放送される。

## GI最前線 ジョッキー★ナイト
GI最前線 ジョッキー★ナイト（ジーワンさいぜんせん ジョッキーナイト）は、MBSラジオで2012年11月より春季（4・5・6月に各1回）と秋季（11月に2回、12月に1回）に放送されていた、JRA騎手の出演によるトーク番組。
テーマ曲はファットボーイ・スリム「Because We Can」。

### 概要
中央競馬のGIレース開催前夜に放送。
兄妹漫才コンビ・ビタミンSのお兄ちゃんがレギュラーだった時期は、騎手（2,3名）のトークをお兄ちゃんと女性レギュラーが「サポーター」として共に盛り上げる、というスタイルだった。
2015年秋季と2016年春季は競馬通の野球評論家・赤星憲広（元・阪神タイガース外野手、MBSとはプロ野球関連での契約はなし）とMBSスポーツアナウンサーが「ホスト」となり、アスリートならではの視点で番組を進行する。同年秋季は赤星に替わり元・プロテニスプレーヤーの沢松奈生子が担当。
2017年春季については、「るんるん土曜リクエスト延長スペシャル」や「ナジャ・グランディーバのレツゴーサタデー」の3時間枠での放送が優先され、6月は全ての土曜日にプロ野球のナイトゲームが組まれたことから、放送されなかった。同年秋季も放送がなく、番組は自然消滅になった。

### 放送時間
- 土曜日20:00 - 21:00

### レギュラー出演者
- 2012年秋季 - 2013年春季：ビタミンSお兄ちゃん、前田阿希子（当時MBSアナウンサー）
- 2013年秋季 - 2014年春季：ビタミンSお兄ちゃん、金城真央
- 2014年秋季：ビタミンSお兄ちゃん、中島亜由美（『GOGO競馬サタデー!』アシスタント）
- 2015年春季：ビタミンSお兄ちゃん、八田亜矢子
- 2015年秋季 - 2016年春季：赤星憲広、井上雅雄（MBSアナウンサー）[注 38]
- 2016年秋季：沢松奈生子、MBSスポーツアナウンサー[注 39]